# Stripped (album de Christina Aguilera)
Pour les articles homonymes, voir Stripped.
Albums de Christina Aguilera
My Kind of Christmas
(2000) Back to Basics
(2006)
Singles
1. Dirrty
Sortie : 3 septembre 2002
2. Beautiful
Sortie : 16 novembre 2002
3. Fighter
Sortie : 10 mars 2003
4. Can't Hold Us Down
Sortie : 8 juillet 2003
5. The Voice Within
Sortie : 27 octobre 2003

Stripped (dévoilée en anglais) est le 4e album studio de la chanteuse Christina Aguilera sorti le 26 octobre 2002. Aguilera, soutient cet album avec une tournée mondiale le Stripped World Tour, qui passe par les États-Unis, l'Europe, l'Asie et l'Australie.

## Composition et développement
Stripped est composé de 20 titres qui présentent plusieurs styles musicaux: pop, R&B, hip-hop, ballades, pop latino, pop rock.
Le premier single extrait de l'album est Dirrty aux sonorités Hip-Hop, en duo avec le rappeur Redman, suivi de Beautiful, une ballade coécrite avec Linda Perry, une compositrice à succès qui avait écrit Get the Party Started de Pink notamment. Ce single remporte plusieurs récompenses dont un Grammy Award. Fighter, Can't Hold Us Down (titre avec la participation de Lil' Kim) et The Voice Within sont les derniers singles du disque. D'ailleurs, ce dernier est composé par Glen Ballard, connu pour des chansons à succès avec des artistes comme Alanis Morissette, Michael Jackson, Anastacia ou encore Kelly Clarkson.
Christina Aguilera désirait changer de style avec cet album, et ne pas en rester sur un album teen pop. La chanteuse a composé la plupart de ses chansons et a fait appel à Scott Storch (Cry Me A River) dans la coécriture de sept de celles-ci. La chanson Impossible est une collaboration avec Alicia Keys.
Christina a dit à MTV que Linda Perry l'a aidée à décharger beaucoup de frustration et elle a aussi appris à délivrer le stress en criant et en acceptant des erreurs. Elle ajoute : « elle m'a appris que les imperfections sont bonnes et devraient être gardées parce qu'elles viennent du cœur. Elles rendent les choses plus vraies et il est courageux de les partager avec le monde. »

## Critiques musicales
À sa sortie, Stripped reçoit des critiques mitigées. Metacritic, lui donne une évaluation de 55/100, basé sur 14 examens. Entertainment Weekly a décrit l'album comme étant "un grand atelier", en écrivant que Stripped est bien fait "qu'il a une âme sombre, l'intimité d'un piano bar, une tempête douce de r&b et hip-hop avec une touche de rock original". Le magazine Spin lui a donné 6/10 et le décrit "comme une déclaration artistique, qu'il est partout, et que c'est un lien vers le hip-hop, le rock, la soul...".
Rolling Stone le décrit comme un album mature et lui donne 3 étoiles sur 5. Il a ajouté "sa voix continue à devenir plus riche et ses belts notes comme dans Cruz peuvent effacer Whitney Houston". All Music lui a donné une revue mélangé disant "Stripped est un grand album, complet du début à la fin et beaucoup de chansons semblent être un exercice pour ses démonstrations vocales". Elle ajoute "que Christina est une vraie diva, mais, il est facile d'oublier ses talents vocaux quand elle fait la une des magazines pour son corps et son goût pour les tenues provocantes".
Slant Magazine a donné à l'album 3 étoiles sur 5 en disant "Stripped est plus un événement qu'un album, qu'il est surproduit et, qu'il pourrait facilement passer pour un album de Janet Jackson. Il ajoute que Christina fait des ballades inspirantes aux chants puissants comme "The Voice Within" et le gospel de "Keep On Singin My Song", qu'elle brille sur des ballades comme "Loving Me 4 Me" et "Walk Away" ou elle montre sa voix plus basse et fait des métaphores dans ses lyriques.
L'album était cité dans la première édition de l'ouvrage de référence de Robert Dimery Les 1001 albums qu'il faut avoir écoutés dans sa vie en 2006, mais a été retiré de la liste dans la réédition de 2008.

## Performance dans les charts
Dès la première semaine de sa sortie, Stripped entre no 2 au Billboard aux États-Unis avec 330 000 copies vendues et 600 000 exemplaires écoulés dans le monde. Jusqu'à ce jour, il s'est vendu à 4,5 millions d'exemplaires aux États-Unis, près de 4 millions en Europe, plus de 500 000 exemplaires ont été vendus en Australie et plus de 12 millions d'exemplaires dans le monde. Il est classé no 77 dans le chart album à succès des années 2000 aux États-Unis.

## Liste des titres
| No  | Titre                               | Durée |
| --- | ----------------------------------- | ----- |
| 1.  | Stripped Intro                      |       |
| 2.  | Can't Hold Us Down (feat. Lil' Kim) |       |
| 3.  | Walk Away                           |       |
| 4.  | Fighter                             |       |
| 5.  | Primer Amor (Interlude)             |       |
| 6.  | Infatuation                         |       |
| 7.  | Loves Embrace (Interlude)           |       |
| 8.  | Loving Me 4 Me                      |       |
| 9.  | Impossible                          |       |
| 10. | Underappreciated                    |       |
| 11. | Beautiful                           |       |
| 12. | Make Over                           |       |
| 13. | Cruz                                |       |
| 14. | Soar                                |       |
| 15. | Get Mine, Get Yours                 |       |
| 16. | Dirrty (feat. Redman)               |       |
| 17. | Stripped (Part Two)                 |       |
| 18. | The Voice Within                    |       |
| 19. | I'm OK                              |       |
| 20. | Keep On Singin' My Song             |       |

## Classements et certifications
| Classement (2002-2003) | Meilleure position | Certifications | Ventes     |
| ---------------------- | ------------------ | -------------- | ---------- |
| Europe                 | 3                  | 3x Platine     | 3 800 000  |
| Autriche               | 10                 | Platine        | 45 000     |
| Pays-Bas               | 3                  | 3x Platine     | 300 000    |
| Irlande                | 2                  | 8x Platine     | 120 000    |
| Suède                  | 13                 | 2x Platine     | 120 000    |
| Norvège                | 10                 | Platine        | 40 000     |
| Danemark               | 5                  | Platine        | 53 000     |
| Royaume-Uni            | 2                  | 6x Platine     | 2 100 000  |
| Allemagne              | 6                  | 2x Platine     | 600 000    |
| France                 | 49                 | Or             | 150 000    |
| Belgique               | 7                  | Or             | 40 000     |
| Suisse                 | 9                  | Platine        | 65 000     |
| Hongrie                | 39                 | Platine        |            |
| Grèce                  |                    | Platine        | 20 000     |
| Italie                 | 16                 | Or             | 75 000     |
| Espagne                | 7                  | Or             | 100 000    |
| Mexique                |                    | 2x Platine     | 300 000    |
| Brésil                 |                    | 2x Platine     | 120 000    |
| Argentine              |                    | 2x Platine     | 80 000     |
| États-Unis             | 2                  | 4x Platine     | 4 500 000  |
| Canada                 | 3                  | 2x Platine     | 400 000    |
| Australie              | 7                  | 6x Platine     | 420 000    |
| Nouvelle-Zélande       | 5                  | 2x Platine     | 45 000     |
| Japon                  |                    | Platine        | 250 000    |
| Taïwan                 |                    | Platine        | 50 000     |
| Philippines            |                    | 3x Platine     | 90 000     |
| Corée du Sud           |                    | 4x Platine     | 120 000    |
| Russie                 |                    |                | 40 000     |
| Afrique du Sud         |                    | Platine        | 50 000     |
| Monde                  |                    |                | 12 000 000 |